# Dafydd Nanmor
Dafydd Nanmor (ur. ok. 1450, zm. 1490) – walijski poeta.
Pochodził z wioski Nanmor w hrabstwie Gwynedd w północno-zachodniej Walii. Uznany za jedną z najbardziej znaczących postaci w poezji walijskiej. Zesłany na południe Walii za rozpowszechnianie swojego poematu dedykowanego zamężnej kobiecie Gwen o’r Ddôl, spędził resztę swojego życia poza rodzinnym Gwynedd.
Był zwolennikiem politycznych aspiracji Lancasterów, w swoich utworach wysławiał Edmunda i Jaspera Tudora jak również Henryka Tudora. Wśród jego dzieł można wyróżnić wiele długich poematów (awdlau) jak również wiele form metrycznych, które charakteryzowały się rymowanym dwuwierszem i charakterystycznym systemem aliteracji (cywydd). Nanmor z upodobaniem wplatał w swoje wiersze elementy astrologii, astronomii, fizyki. Zbiór utworów Nanmora zatytułowany The Poetical Works of Dafydd Nanmor  pod redakcją Thomasa Robertsa i Ifora Williamsa ukazał się w 1923 roku.